# Пошехонцев, Владимир Владимирович
Влади́мир Влади́мирович Пошехо́нцев (азерб. Vladimir Poşexontsev; укр. Володимир Володимирович Пошехонцев; род. 28 ноября 1969, Одесса) — советский, украинский и азербайджанский футболист и тренер.

## Клубная карьера
Воспитанник одесского футбола.
С 1988 по 1998 годы сменил девять клубов низших лиг СССР, России и Украины. Наибольший период времени — полтора сезона — провёл в команде «Авангард-Индустрия» (Ровеньки).
В 1998 году был приглашён в «Нефтчи». В азербайджанской команде стал обладателем Кубка страны. Получил азербайджанское гражданство благодаря Фуаду Мусаеву.
После возвращения на Украину, провёл один сезон в составе МФК «Николаев», где выступал вместе с другим натурализованным азербайджанцем — Алексеем Стукасом и будущим гражданином этой страны — Александром Чертогановым.
С 2002 года играл в любительских коллективах города Одессы.
В профессиональный футбол вернулся в 42-летнем возрасте, когда провёл за команду «Реал Фарма» 30 игры во второй лиге чемпионата Украины.

## Карьера в сборной
В 1999 году, играя за «Нефтчи», провёл 5 официальных матчей в составе сборной Азербайджана, а также принял участие в двух товарищеских играх.

## Тренерская карьера
На тренерскую работу перешёл в клубе «Реал Фарма», выступая в роли играющего тренера.
В августе 2012 года по приглашению старшего тренера молодёжной команды «Кривбасса» Александра Грановского перешёл в тренерский штаб криворожан.
Летом 2013 вернулся в «Реал Фарму».
В 2013 году успешно прошёл аттестацию и был допущен к обучению по программе «В»-диплом УЕФА.
С февраля 2014 года — тренер СДЮШОР «Черноморец».
Зимой 2017 года стал ассистентом Вячеслава Еремеева в любительском ФК «Врадиевка». Но уже в феврале покинул клуб и возобновил свою работу с молодежными командами академии ФК «Черноморец» Одесса.

## Достижения
- Обладатель Кубка Азербайджана: 1999
- Бронзовый призёр чемпионата Азербайджана (2): 1998/99, 1999/00
- Победитель группы «Б» второй лиги: 1997